# Bendorfer Forum für ökumenische Begegnung und interreligiösen Dialog
Das Bendorfer Forum für ökumenische Begegnung und interreligiösen Dialog e.V. (kurz: Bendorfer Forum) ist ein eingetragener Verein, der sich für die Begegnungs- und Bildungsarbeit mit Menschen aus verschiedenen Religionen und Kulturen einsetzt. Diese Idee hat ihren Ursprung im Hedwig-Dransfeld-Haus in Bendorf am Rhein. Das Bendorfer Forum wurde im März 2004 gegründet, um nach der Schließung des Hedwig-Dransfeld-Hauses den dort gewonnenen Erfahrungsschatz zu bewahren und weiterzuentwickeln. Im Geist von Bendorf werden inzwischen bundesweit verschiedene Tagungen mit ökumenischem, interreligiösem und interkulturellem Schwerpunkt durchgeführt. Das Bendorfer Forum kooperiert dabei mit zahlreichen Bildungshäusern in der Bundesrepublik.
Das Bendorfer Forum ist Mitglied im Koordinierungsrat des christlich-islamischen Dialogs.

## Geschichte
Das Hedwig-Dransfeld-Haus wurde 1925 vom Katholischen Deutschen Frauenbund in Bendorf gegründet und nach ihrer zweiten Vorsitzenden Hedwig Dransfeld benannt. Sie zog 1919 als eine der ersten Frauen in den Reichstag ein. Nach dem Zweiten Weltkrieg entwickelte sich das Haus zu einem Ort der Begegnung und Versöhnung, des ökumenischen und interreligiösen Gesprächs für Menschen aus aller Welt.
Seit Ende der 60er-Jahre trafen sich Menschen jüdischen, christlichen und muslimischen Glaubens in Bendorf zu Tagungen und Konferenzen. Die Jüdisch-Christliche Bibelwoche (jetzt im Haus Ohrbeck in Georgsmarienhütte bei Osnabrück), die Internationale Konferenz zum Dialog von Juden, Christen und Muslimen (JCM) in Europa (jetzt in Vallendar) und die christlich-islamische Tagung am Pfingstfest (jetzt in Nordwalde) finden bis heute jedes Jahr statt.

## Konzept
Der Verein hat sich zum Ziel gesetzt, Räume zu öffnen, in denen Menschen unterschiedlichen Glaubens in unmittelbarer Begegnung die jeweils anderen Religionsgemeinschaften kennenlernen. Religiöse Feiern und Gebete finden nach Religionen getrennt statt, aber mit offener Tür für Gläubige anderer Religionen. Theologisches Wissen und wissenschaftliche Reflexion spielen ebenso eine Rolle wie persönliche Erfahrungen, die Konsequenzen für den Alltag der Teilnehmer haben. Religiöse, intellektuelle und kreative Ausdrucksformen ergänzen sich hierbei.
Vorbereitet, durchgeführt und ausgewertet werden die Tagungen von interreligiösen Teams.

### Zum Verein
- Vereinshomepage

### Tagungen
- Jüdisch-Christliche Bibelwoche
- Internationale Konferenz zum Dialog von Juden, Christen und Muslimen (JCM) in Europa